# Jean-Adam Guilain
Jean-Adam Guilain (eigentlich Johann Adam Wilhelm Freinsberg; * um 1670–1680; † nach 1739) war ein französischer Komponist, Organist und Cembalist deutscher Abstammung.

## Leben und Wirken
Geburts- und Sterbedaten sowie Geburts- und Sterbeort von Jean-Adam Guilain konnten von der musikhistorischen Forschung bisher nicht ermittelt werden. Gesichert ist, dass er sich 1702 in Paris niederließ; hier erwarb er sich bald einen bedeutenden Ruf als Cembalolehrer. Er war mit Louis Marchend befreundet und war wohl auch dessen Assistent und Vertreter an der Pariser Kirche Saint-Honoré; ihm sind Guilains Werke gewidmet. Weitere Einzelheiten über sein Leben sind nicht bekannt. Nachdem im Jahr 1739 ein Band mit Cembalostücken von ihm veröffentlicht wurde, dessen einziges derzeit bekanntes Exemplar sich in der British Library befindet, wird angenommen, dass Guilain nach 1739 verstorben ist.

## Bedeutung
Im Jahr 1706 veröffentlichte Guilain Orgelstücke zum Magnificat in den acht Kirchentonarten in zwei Bänden; allerdings sind nur vier der acht Suiten überliefert. Seine Orgelkompositionen gehören zu den besten im Zeitalter der französischen L’orgue français classique (etwa 1640–1800). Sie zeigen, dass der Komponist nicht nur den Stil Marchands und der alten Pariser Meister, sondern (insbesondere in den Pièces de clavecin) auch die neuere italienische Musik seiner Zeit studiert hat. Jede dieser Suiten besteht aus einem einleitenden und abschließenden Plein jeu und enthält darüber hinaus Stücke wie Basse de trompette in Rondoform, Tierce en taille, Trio de flûtes, Quatuor im Stil von Marchand und Basse de cromorne. Seine Schreibweise ist geschickt und solide, zeigt eine geniale Themenfindung und einen gekonnten Kontrapunkt. Seine Pièces de clavecin reichen aber in der Harmonik nicht an seine Orgelwerke heran. Die Pièces de clavecin bestehen aus 24 sehr kurzen, mit Überschriften versehenen Stücken.

## Werke
- Air »C’est toy, divin Bacchus« für Singstimmen. In: Mercure galant, Paris, Mai 1702
- »Pièces d’orgue pour le magnificat sur les huit tons différents de l’eglise dédiées à M. Marchand«, Paris 1706 (enthält nur vier, nicht acht Reihen)
- Messe »In te cantatio sempre« für fünf Singstimmen, Paris um 1707 (verschollen)
- »Pièces de clavecin d’un goût nouveau«, Paris 1739

## Ausgaben
- Pièces d’orgue. In: Archives des maîtres de l’orgue, hrsg. von Aléxandre Guilmant und André Pirro, Heft 7, Paris 1906